# Annika Bruhn
Annika Bruhn (* 5. Oktober 1992 in Karlsruhe) ist eine ehemalige deutsche Schwimmerin.

## Persönliches
Annika Bruhn ist die Schwester von Meike Bruhn und Nichte des früheren deutschen Schwimmmeisters Jürgen Bruhn. Sie machte 2012 das Abitur.

## Werdegang
Bruhn startete für den SV Bietigheim und die SG Neckar/Enz und wurde von Reiner Tylinski trainiert. Ihren ersten Einsatz bei einer internationalen Meisterschaft hatte die Freistil-Spezialistin bei den Kurzbahneuropameisterschaften 2010, wo sie im Vorlauf ausschied und in der Gesamtwertung der Zeiten 16. wurde. Am 17. Oktober 2022 gab sie ihren Rücktritt vom Schwimmsport bekannt. Die Ingersheimer Schwimmerin nimmt seit dem für den VfL Sindelfingen an Mannschaftsmeisterschaften teil und gibt hier ihre Erfahrung an den Nachwuchs weiter.

## Erfolge
Bei den Deutschen Meisterschaften 2012 wurde sie über 200 Meter Freistil Vierte und qualifizierte sich für die 4 × 200-m-Freistilstaffel bei den Olympischen Sommerspielen 2012 in London. Dort belegte sie mit der Staffel in der Besetzung Silke Lippok, Theresa Michalak, Bruhn und Daniela Schreiber in 7:58.93 Minuten den elften Platz.
Ihren ersten Titelgewinn konnte sie, für den SV Bietigheim startend, bei den Deutschen Meisterschaften 2014 über 200 m Freistil in 1:59,16 min feiern; dabei verwies sie die Meisterin über 400 m Johanna Friedrich (1:59,16) sowie Sarah Köhler (1:59,45) auf die Plätze. Im Jahr darauf kam Bruhn, nun für die SSG Saar Max Ritter, zu drei Titeln: Über 100 m Freistil siegte sie in 54,87 s, über 200 m in 1:58,55 min und mit dem Verein in der 4-mal-200-Meter-Staffel mit neuer deutscher Rekordzeit in 8:07,89 min.
Im selben Jahr gehörte sie auch dem DSV-Kader für die Weltmeisterschaften 2015 in Kasan an. Dort gewann sie die Bronzemedaille über 4 × 100 m Lagen in der Mixedstaffel.
Bei den Olympischen Sommerspielen 2016 in Rio de Janeiro nahm Bruhn am Wettbewerb über die 4 × 200-m-Freistilstaffel teil und erreichte dort Rang 12. Über 200 m Freistil belegte sie Rang 20 mit einer neuen persönlichen Bestzeit von 1:58,48 min. Fünf Jahre später schwamm sie im Vorlauf der 2021 ausgetragenen Olympischen Spiele in Tokio 1:57,15 min, schied aber im Halbfinale als 14. aus. Bruhn nahm in Tokio auch an vier Staffelwettbewerben teil. Die 4-mal-200-Meter-Freistilstaffel der Frauen mit Isabel Gose, Leonie Kullmann, Marie Pietruschka und Annika Bruhn erreichte als einzige Staffel das Finale und belegte den sechsten Platz.